# Rheobatrachus silus
A Rheobatrachus silus a kétéltűek (Amphibia) osztályának békák (Anura) rendjébe, a Myobatrachidae családba, azon belül a gyomorköltő békafélék (Rheobatrachus) nembe tartozó faj.

## Előfordulása
Ausztrália endemikus faja. Queensland állam délkeleti részén, a Conondale és Blackall hegyvonulatok sziklás hegyi patakjaiban, 350–800 m-es tengerszint feletti magasságon volt honos. Elterjedési területének mérete 1400 km² volt.
A fajt először 1972-ben fedezték fel, bár 1914-ben már volt egy lehetséges észlelés az ausztráliai Queensland délkeleti részén fekvő Blackall Ranges-ben. Queensland délkeleti részén, a Blackall és Cononale hegyláncokban, a Coonoon Gibber Creek és a Kilcoy Creek között volt megtalálható. A Kondalilla és Conondale Nemzeti Parkokban, a Sunday Creek State Forestben, a 311-es állami erdőben, a Kenilworth State Forestben és az ezeken a területeken kívül eső magánterületeken találták meg, elsősorban a Mary, Stanley és Mooloolah folyók patakjaiban élt. Az élőhelyéül szolgáló esőerdők, nedves szklerofil erdők és magas, nyílt, zárt aljnövényzettel rendelkező erdők szorosan kapcsolódtak sziklás hegyi patakokhoz, sziklamedencékhez és áztatókhoz.
A sziklamedencéknek elég mélynek kellett lenniük ahhoz, hogy a béka a fejét kinyújtva ülhessen a vízben, és biztonságosan el tudjon merülni benne. A béka csak akkor ült teljesen szabadon a sziklákon, ha enyhe eső esett. Bár szárazföldi és vízi fajnak egyaránt számított, a béka többnyire olyan állandó vízben szeretett élni, amely csak a csapadékszegény években száradt ki, és soha nem figyelték meg, hogy négy méternél távolabb legyen a víztől. Tavasszal és nyáron a békák a sziklamedencékben vagy azok szélén, a levélaljazat között, a kövek alatt vagy között, illetve a perem körüli hasadékokban tartózkodtak. Téli élőhelye nem ismert, de feltételezések szerint az egyedek a szárazföldi vagy víz alatti sziklák mély hasadékaiban teleltek.

## Megjelenése
Közepes termetű békafaj, testhossza elérheti a 6 cm-t. Háta barna, szürke vagy fekete, sötét foltokkal tarkított. A szeme mögött a válláig egy sötét csík húzódott. A hasa fehér vagy barna volt, a hímeknek a torkán barna foltok voltak. A pupillája függőleges, a szivárványhártya aranyszínű, végig határozott, vékony fekete erezettel. Mellső lábának karom alakú ujjai között nem volt úszóhártya, a hátsókon teljes méretű úszóhártya volt, ujjai végén apró korongok voltak. Egyike volt annak a három ausztráliai békafajnak, amelyről ismert, hogy szinte teljes egészében vízben él; nagy szemei, nagyon rövid orra és teljesen úszóhártyás lábujjai mind a víz alatti élethez való alkalmazkodásra utalnak.

## Életmódja
A költési tevékenység október és december között, a melegebb hónapokban zajlott, és úgy tűnt, hogy a költési időszak a nyári esőzések függvénye. A hímek a medencék feletti sziklahasadékokból hívogattak. A hívó hang egyre emelkedő frekvenciájú, körülbelül fél másodpercig tartó, 6-7 másodpercenként ismétlődő, 30-34 impulzusból álló, 260-290 ms-ig terjedő hangfekvésű volt. A domináns frekvencia 1000 Hz volt, de voltak 500, 700, 1200 és 1400 Hz-es frekvenciájú hívások is. A hívó hangokat meg lehet különböztetni a Rheobatrachus vitellinus fajétól, amelynek rövidebb, mélyebb hangfekvésű és kevesebb ismétlésű hívása van.
Amint azt a gyomorköltő béka köznapi neve is sugallja, a nőstény Rheobatrachus silus a gyomrában költötte a kicsinyeit, és a szájon keresztül hozta világra őket. A peték átlagosan 5,1 mm átmérőjűek voltak, és nagy szikzacskókkal rendelkeztek, amelyek az embriókat fejlődésük során táplálták. A megtermékenyített petéket vagy a korai stádiumú lárvákat a nőstény feltehetően lenyelte, és fejlődésüket a gyomorban fejezték be. A nőstény gyomrában a savtermelés a költés alatt megszűnt, amit a fiatalok által termelt hormonok okoztak, amelyek megváltoztatták az anya fiziológiáját. A gravid nőstényekben a peték száma (kb. 40) meghaladta a gyomorban talált ivadékok számát (21-26). Nem ismert, hogy a nőstény lenyelte-e a felesleges petéket, vagy egyszerűen nem nyelte le azokat. A nőstények 6-7 hét elteltével legfeljebb 25 ivadékot hoztak világra. A költési szakaszban az anya abbahagyta a táplálkozást, amíg 36-43 nap múlva a fiatal egyedek teljesen átalakulva ki nem szabadultak. Az ivadékok az anya száján keresztül távoztak. Miután az ivadékok kiléptek az anyából, az emésztőrendszer visszatért a normális állapotba, és a táplálkozási szokások az ivadékok kiengedését követő négy napon belül visszatérnek. A nőstény egy költési szezonban valószínűleg nem költött volna egynél többször. Az ebihalak más fajok vízi ebihalakhoz hasonlóan fejlődtek, de nem rendelkeztek ajakfogakkal, és a fejlődés későbbi szakaszában alakultak ki a belek.
A Rheobatrachus silus a megfigyelések szerint mind a szárazföldről, mind a vízből szerezte be táplálékát, és rovarokat fogyasztott. Akváriumi körülmények között Lepidopterákat, Dipterákat és Neuropterákat fogyasztott. A faj madarak, halak és más vízi állatfajok zsákmánya volt. Úgy tűnt, hogy a hímek, nőstények és a fiatal egyedek korlátozott territóriumokkal rendelkeznek, bár a fiatal egyedek és a gravid nőstények különösen mozgásképtelenek voltak (a fiatal egyedeket hordozó nőstények általában ülő helyzetben vannak). A kifejlett hímek elsősorban a mélyebb medencékben éltek, a nőstények és a fiatal egyedek pedig az eső után újonnan kialakult medencékben, de csak akkor, ha a medencék köveket vagy levélszemetet is tartalmaztak. Tíz fiatal egyedből mindössze két olyan egyedet találtak, amely a megfigyelések között 3 méternél többet mozgott. A fiatal egyedek abban az értelemben mozgékonyak voltak, hogy az újonnan kialakított medencékbe költöztek, de ha már ott tartózkodtak, általában ott is maradtak. A szaporodási időszak alatt a nőstények és a hímek mozgásterülete a becslések szerint 0-3,4 m, illetve 0-6,2 m volt. Úgy tűnik, hogy a szaporodási szezonban végig ugyanazon a medencén vagy medencecsoporton belül maradtak, csak nagy vízhozam vagy áradás idején mozdultak el. A nem szaporodásra használt téli élőhely ismeretlen.

## Természetvédelmi helyzete
A vörös lista a kihalt fajok között tartja nyilván.
A faj egyedszáma 1979-ben rohamosan csökkenni kezdett, és utoljára 1981 szeptemberében látták vadon élő példányát a Blackall Range-ben. Ez egy időben történt egy ugyanazon a területen élő faj, a Taudactylus diurnus kihalásával. A Rheobatrachus silus utolsó fogságban élő példánya 1983 novemberében pusztult el 1995-ben intenzív békakeresés zajlott a Conondale Range területén, és több mint 50 felmérést végeztek a faj megtalálására, de egyetlen példányt sem találtak. Azóta a faj kihaltnak tekinthető. A Rheobatrachus silus kihalásának oka ismeretlen. Az 1972 és 1979 közötti fakitermelés a patakok vízgyűjtő területén folyt, amíg a Rheobatrachus silus a területen élt. A fakitermelésnek a populációkra gyakorolt hatásairól nem végeztek vizsgálatokat, de a populációk ezalatt is fennmaradtak. Lehetséges, hogy a chytrid gomba okozta a faj állományának csökkenését. Ez a fertőző betegség, amelyet a Batrachochytrium dendrobatidis nevű gombakórokozó okoz, az ausztráliai Queenslandben legalább 13 másik, magasan fekvő területeken élő esőerdei békafaj hanyatlásának és kihalásának az oka. Az elvadult sertések, a gyomnövények inváziója (különösen az Ageratina riparia) és a megváltozott patakfolyások veszélyeztetik a potenciális élőhelyét.